# 白山古墳群 (深谷市)
白山古墳群（しろやまこふんぐん）は、埼玉県深谷市岡に分布する古墳群。蛇喰古墳が現存しているが、他の多くの古墳は破壊され現存しない。1973年（昭和48年）の調査で、帆立貝形古墳跡1基（白山17号墳）と円墳跡24基（1～16号墳・18～25号墳）、円筒埴輪棺2基が発掘されている。これらの古墳は、榛名山二ッ岳噴出火山灰FA降下前後（6世紀初頭）に、17号墳を中心として相次いで造営されたことが確認されている。1997年（平成9年）3月26日付けで人物埴輪6体が市指定有形文化財に指定された。

## 主な古墳
- 蛇喰古墳

径約25メートル・高さ2メートルの円墳であるが、墓地によって一部破壊されている。墳丘上から埴輪片が採取されている。
- 白山2号墳

径17メートルの円墳。人物埴輪4体（壺を頭に乗せる女子・椀を掲げる女子・正座し手を組んで前に出す太帯の女子・はそうを差し出す女子）と鶏形埴輪が出土している。
- 白山12号墳

径22.5メートルの円墳。人物埴輪（椀を差し出す女子）、鶏形埴輪が出土している。
- 白山17号墳

墳長28メートルの帆立貝形古墳。人物埴輪（琴を弾く男子）出土。